# Loreto Aprutino
Loreto Aprutino är en ort och kommun i provinsen Pescara i regionen Abruzzo i Italien. Kommunen hade 7 375 invånare (2018).